# Symphonie no 6 de Prokofiev
Pour les articles homonymes, voir Symphonie no 6.

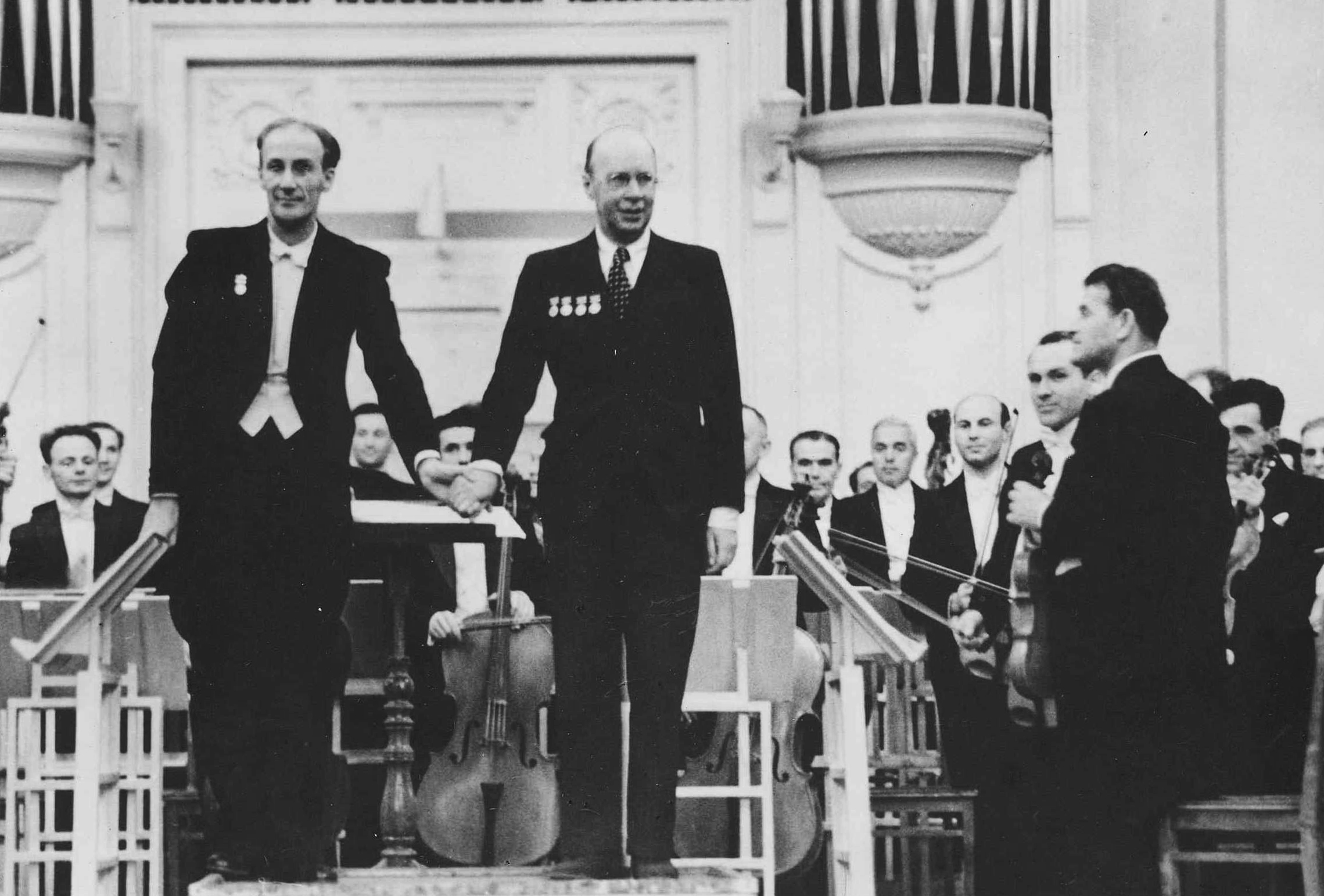
Ievgueni Mravinski (à gauche) et Sergueï Prokofiev (à droite) saluant lors de la première exécution de la 6e symphonie, le 11 octobre 1947.

La sixième symphonie en mi bémol mineur, opus 111 a été écrite par Sergueï Prokofiev entre 1945 et 1947.
Elle est une des œuvres les plus personnelles et les plus riches de sens du compositeur. Symphonie « de guerre » elle entretient avec la Cinquième symphonie le même rapport que la Huitième symphonie de Chostakovitch avec sa Septième symphonie : plus originale et complexe du point de vue du langage musical, plus profonde et plus tragique que son aînée, elle est aussi, pour ces mêmes raisons, moins populaire. Alors que la Cinquième affichait un caractère martial finalement optimiste, la Sixième rappelle, selon les dires même du compositeur, les destructions et pertes qui ont accompagné la victoire. Il est impossible de sous-estimer l’importance que cette composition – l’un des chefs-d’œuvre de la musique symphonique –  avait pour Prokofiev : le numéro d’opus est en effet identique avec celui de la Sonate pour piano no 32 de Beethoven, que le « pianiste aux doigts d'acier » vénérait par-dessus tout.

## Structure
L'œuvre est construite en trois mouvements, à la façon des symphonies pré-classiques et de la musique française (César Franck, Ernest Chausson, Arthur Honegger).
1. Allegro moderato
2. Largo
3. Vivace

## Fiche technique
- Titre : Symphonie no 6 en mi bémol mineur, op. 111
- Composition : 1945-1947
- Création : 11 octobre 1947 par l'Orchestre philharmonique de Leningrad, sous la direction d'Ievgueni Mravinski
- Durée : 45 minutes

### Orchestration
| Instrumentation de la Symphonie no 6 |
| Cordes |
| premiers violons, seconds violons, altos, violoncelles, contrebasses, harpe                                                               |
| Bois |
| 1 piccolo, 2 flûtes, 2 hautbois, cor anglais, 2 clarinettes (si bémol) 1 petite clarinette, 1 clarinette basse, 2 bassons, 1 contrebasson |
| Cuivres |
| 4 cors, 3 trompettes, 3 trombones, un tuba                                                                                                |
| Clavier |
| 1 piano, 1 célesta |
| Percussion |
| timbales, triangle, tambourin, caisse claire, cymbales, grosse caisse, tam-tam                                                            |

## Histoire

### Création et réception
La création de la symphonie eut lieu le 11 octobre 1947, sous la direction d’Evgueni Mravinski.

## Analyse

### Allegro moderato
Environ 15 minutes. Après une série d’accords secs aux cuivres, le premier mouvement s'ouvre par une introduction élégiaque et de caractère lyrique, d'une longueur inaccoutumée puisqu'elle dure près de la moitié du mouvement. Le basculement dans une  atmosphère plus tragique intervient d'une façon hésitante et tâtonnante, la musique semblant se resserrer à contre-cœur sur un tempo de marche. Une gradation de plus en plus forte de la douleur aboutit à une suite de deux crescendi d'une rare violence où soudain toute la tension émotionnelle plus ou moins réprimée se libère en des accords dissonants d'une grande brutalité, suivis d'un effondrement généralisé.

### Largo
Environ 15 minutes. Le second mouvement s'ouvre sur un tutti fff dissonant qui se disloque peu à peu décrescendo. Le mouvement lent est une longue plainte déchirante.

### Vivace
Environ 13 minutes. Le troisième mouvement tente de s'enivrer de la victoire militaire et prend l'allure d'une bacchanale de plus en plus déchaînée, dans laquelle Prokofiev déploie sa plus belle science rythmique et orchestrale. Mais l'irruption des accords dissonants du premier mouvement et des plaintes du second détruit toute illusion d'allégresse.

## Discographie
Il n'existe pas d'enregistrement idéal de cette œuvre aussi sombre que difficile à rendre dans toutes ses nuances. Les versions de Walter Weller, Seiji Ozawa, Evgueni Mravinski, Guennadi Rojdestvensky et Erich Leinsdorf sont cependant de bonne tenue. Un peu inférieurs sont les enregistrements de Neeme Järvi et Theodore Kuchar[réf. nécessaire].